# Tatahuicapan de Juárez
Tatahuicapan de Juárez är en kommun i Mexiko.   Den ligger i delstaten Veracruz, i den sydöstra delen av landet, 500 km öster om huvudstaden Mexico City.
Följande samhällen finns i Tatahuicapan de Juárez:
- Tatahuicapan
- Piedra Labrada
- Zapotitlán
- San Francisco
- El Mirador Pilapa
- Tecuanapa
- Sochapa de Álvaro Obregón
- Mezcalapa
- Magallanes
- Zapoapan
- Pilapillo
- Benigno Mendoza
- Hipólito Landero
- Fernando López Arias